# Peter Kling
Peter Stefan Göran Kling, född 22 mars 1953 i Annedals församling i Göteborg, är en svensk före detta politiker (nydemokrat) och riksdagsledamot under mandatperioden 1991–1994 för den dåvarande valkretsen Fyrstadskretsen. Peter Kling var ledamot i skatteutskottet. Han hade en bakgrund i Moderata samlingspartiet som styrelsemedlem i den lokala moderatföreningen i Valle, bodde i Skara och drev en elfirma. Kling var den som uppmanade Bert Karlsson att starta Ny demokrati.